# Sites aborigènes de Victoria
Les sites aborigènes de Victoria en Australie constituent un record important de l’occupation humaine pendant plus de 40 000 ans. On peut les identifier par les restes archéologiques, par l’information historique et ethnographique et par des traditions orales toujours bien vivantes. Ils comprennent des lieux où on participait à les rituels et les cérémonies, des sites d’occupation où les gens mangeaient, dormaient et se dédiaient aux tâches ménagères, et des indices fugaces laissés par ceux qui traversaient le paysage, telle qu’une hache jetée ou un artéfact unique.
Ces sites consistent en des tas de coques, des arbres gâchés, des piles brûlées de cuisine, de l’art rupestre, des enterrements, des lieux sacrés et des artéfacts de pierre. Ceux-ci se composent des couteaux, des pointes de lances, des poinçons, des grattoirs, et les déchets de fabrication. Ces sites, connus généralement comme dispersions d’artéfacts de pierre, se trouvent sur la surface de la terre, étant exposés parfois par les charrues, par l’érosion ou par l’excavation archéologique. Des artéfacts de pierre trouvés près des os des méga-animaux disparus à Lancefield au Victoria centrale indiquent que les aborigènes vivaient à côté des marsupials géants 26 000 ans AP.

## Genres de sites
Des arbres gâchés, résultés de l’enlèvement de l’écorce pour la fabrication des boucliers, des vaisseaux, des abris et des autres outils, se trouvent dans des lieux où survivent certaines espèces d’arbres d’un âge approprié.

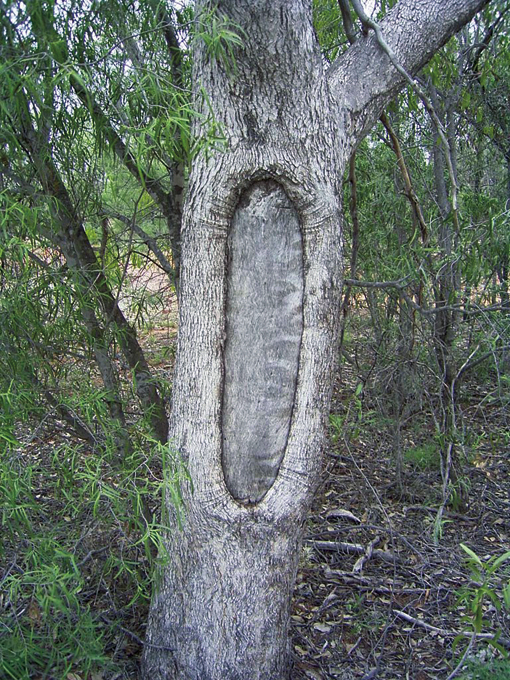
Un arbre dont de l’écorce a été enlevée pour faire un bouclier, près de Wahgunyah

On a identifié plus de soixante sites d’art rupestre dans le parc national des monts Grampians (Grampians National Park), ou se situent la plupart des sites connus de cet type au Victoria. Ils représentent des humains, des mains, des traces d’animaux et des oiseaux, certains d’entre eux étant ouverts à tous, y compris Billimina (abri de Glenisla), Jananginj Njani (camp du pied de l’émeu), Manja (grotte des mains), Larngibunja (grotte des poissons), Ngamadjidj (Grotte des spectres) et Gulgurn Manja (Rocher plat). L’abri de Bunjil, qui contient des images représentant Bunjil le créateur, se situe dans les montagnes Noires près de Stawell. Une peinture qui pourrait dépeindre un thylacine se trouve dans le parc national de Chiltern-Mont Pilot. Les tableaux de l’abri rupestre de Mudgegonga au Nord-Est de Victoria pourraient remonter à 3 500 ans AP.

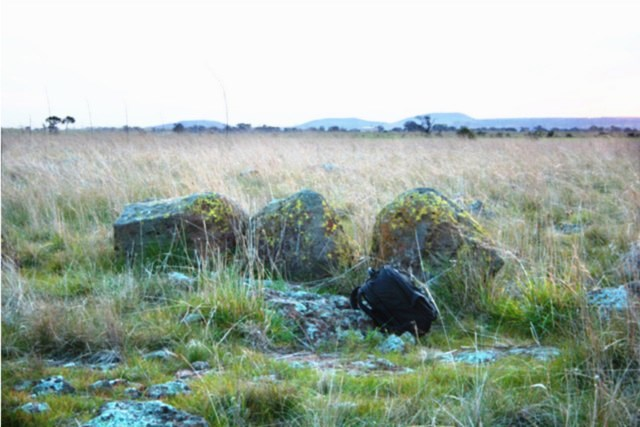
Une part d’un agencement de roches à Wurdi Youang

Les lieux rituels sont rares, mais deux agencements de roches ont été trouvés à Wurdi Youang près du mont Rothwell et Carisbrook, et des autres ont été identifiés à travers la tradition orale. Il y a plusieurs cercles de terre à Sunbury qui ont été interprétés comme cercles de « bora »  (cercles cérémoniaux), malgré l’absence d’évidence historique ou ethnographique.

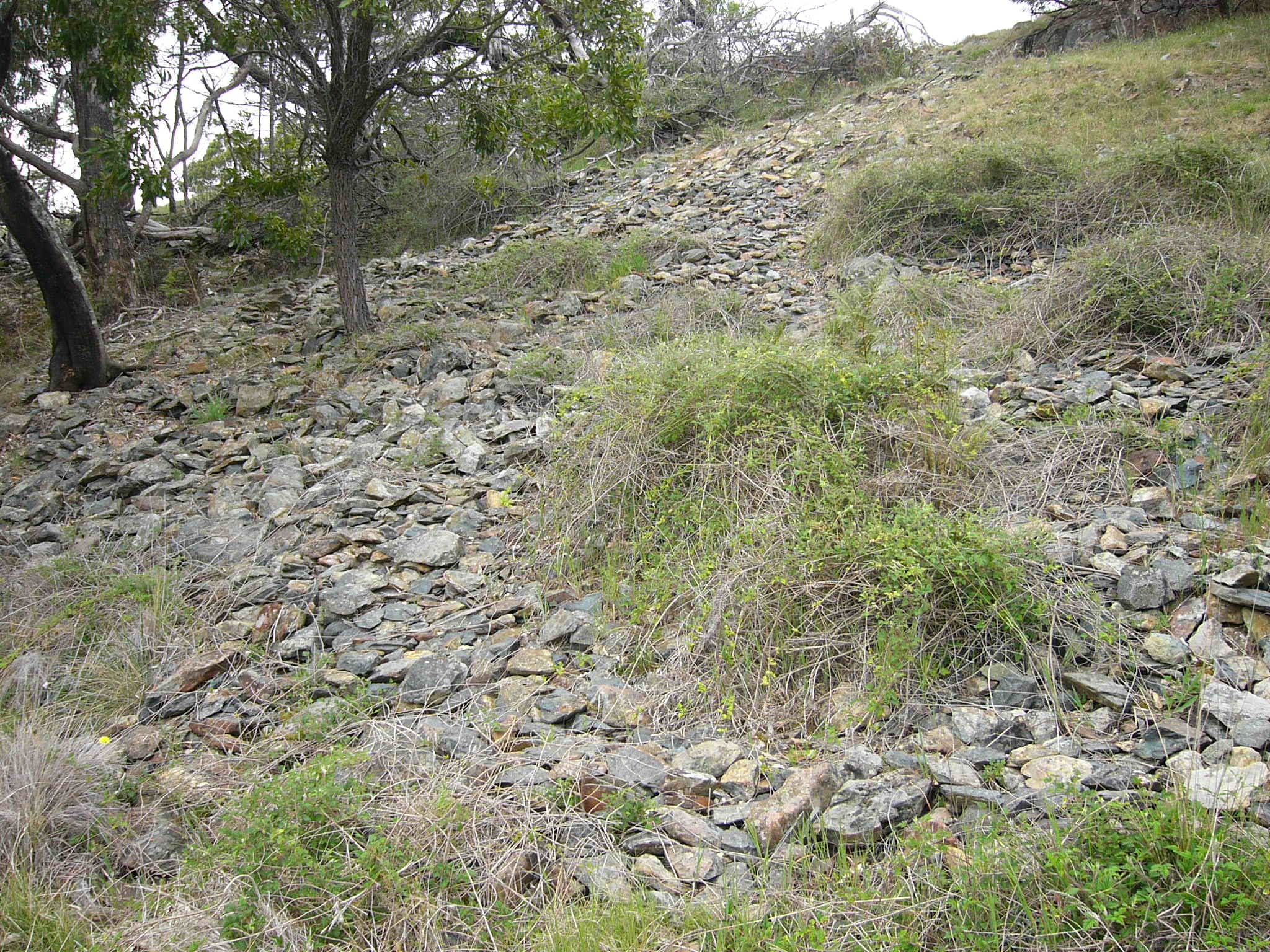
La carrière indigène du mont William

Il n’y a pas beaucoup d’indices concernant l’extraction de la pierre, mais parmi le peu de sites connus on trouve la carrière de haches de pierre du mont William, une de plusieurs sources d’outils qui constituaient la base d’une vaste réseau de voies d’échanges à travers le centre et l’Ouest du Victoria et jusqu’à la Nouvelle-Galles du Sud.
On n’a découvert qu’un petit nombre d’inhumations au Victoria, associées principalement aux dunes le long de la côte ou au nord-ouest de l’État. Le marécage de Kow est particulièrement significatif à cause des indications de rites d’inhumation qui remontent à 13,000 AP. Ils sont caractérisés par un bandeau d’incisives de kangourou similaire à ceux que les Aborigènes portaient jusqu’à il y a peu de temps encore et par des procédures funéraires qui ont subi peu de changement au fil du temps.
Des tas d’écailles se trouvent le long de la plupart des côtes et de plusieurs bords de lacs et de rives. Ces tas sont, pour la plupart, relativement récents (à cause de la mobilité du sable), mais un d'eux remonte à plus de 2,500 ans AP et un autre à 6,000 ans AP.
On érigeait des tas de terre en entassant du sol, des restes des foyers et des cabanes de terre, et des déchets. On a trouvé des exemples sur le lit majeur de la rivière Hopkins à l’ouest central du Victoria et dans la forêt de Nyah, le plus vieux remontant vers 2,500 ans AP.
On construisait des pièges de poissons et d’anguilles dans beaucoup de rivières. La plupart des pièges étaient probablement faits de matières organiques qui laissaient peu de traces, mais il y en a d’autres, comme au lac Condah à l'ouest du Victoria, qui révèlent des systèmes complexes de chenaux et de barrages de pierres, remontant à 3,000 ans AP.
Les abris sous roche sont souvent des sites de peinture rupestre et on y trouve aussi des dépôts profondément lités d’habitation qui ont été protégés de l’érosion. La grotte de la Nouvelle-Guinée II sur la rivière Neigeuse près de Buchan a des dépôts remontant à plus de 10,000 ans AP, ainsi que des peintures délicates et des gravures. On occupait des abris sous roche dans les grottes de Tarragal au cap Bridgewater environ 12,000 ans AP, et la grotte de Cloggs près de Buchan fut occupée vers 18,000 ans AP. Au site archéologique de Keilor on a calculé une date au radiocarbone d’environ 31,000 ans AP sur un foyer mis au jour en 1971, ce qui en ferait un des sites d’habitation les plus anciens en Australie, et au site archéologique de Box Gully sur le lac Tyrell on a évalué une date de 27,000 ans AP sur des œufs d’émeu et sur des artéfacts.
Les dispersions d’artéfacts de pierre sont parmi les sites les plus fréquents et fournissent des indications de l’usage et de la fabrication des outils. Il y a souvent des dispersions vastes et des dépôts stratifiés d’écailles de pierre à grain fin. Beaucoup de cette matière consiste en des écailles inutilisées qu’on a jeté pendant la fabrication. Des genres particuliers d’artéfacts tels que des lames, des grattoirs ou des burins pourraient indiquer l’utilité des certaines régions, par exemple le traitement des peaux d’animaux. La matière des artéfacts est généralement la silcrète, la chaille et le quartz. Il y a aussi la cornéenne, matériel rare mais distinctif.

## Âge et chronologie
Les preuves archéologiques indiquent que les gens sont arrivés en Australie il y a environ 50,000 ans et au Victoria peu après. On a trouvé des sites qui sont plus de 22,000 ans d’âge au Marécage de Kow et à Keilor. On a mis une date d’entre 12,000 ans AP et 14,700 ans AP sur un crâne qu’on y a trouvé. C’est à Keilor que se situe le site le plus ancien et parmi les plus importants dans la région de Melbourne. Après des petites excavations dans les années soixante et soixante-dix, des archéologues de l’Université de La Trobe et du Service archéologique du Victoria ont commencé un chantier de fouilles qui a duré cinq ans, entraînant la découverte d’une séquence d’outils de pierres et d’os d'animaux.

## Modes d’occupation
Il est évident, à partir de la distribution des sites archéologiques, que les aborigènes habitaient tous les zones climatiques du Victoria, même pendant les conditions extrêmes du maximum glacial dernier, quand les températures étaient plus basses, des quantités énormes d’eau de surface étaient congelées dans des glaciers et le niveau de la mer était bas. Environ 18,000 ans AP le niveau de la mer était environ 65 mètres au-dessous de celui de nos jours, et les indices archéologiques indiquent que des gens étaient présents au sud-est de l’Australie pendant tous les changements climatiques des 30 000 dernières années, dans les gorges profondes et les montagnes de l’Est de Gippsland, près de la Snowy River, les plaines riveraines de Keilor, des plaines intérieures, des marécages et les montagnes à l’est.

## Protection et gestion
Tous les sites et les restes aborigènes du Victoria sont protégés en accord avec la loi héritage aborigène 2006 et sont gérés par le ministre des affaires aborigènes, parfois par délégation à des parties indigènes inscrites. Tous les sites connus sont enregistrés sur le Registre de l’héritage aborigène du Victoria (Victorian Aboriginal Heritage Register), géré par Aboriginal Affairs Victoria. Il y a vers 30,000 lieux et objets sur le registre à présent.